# Moss Bluff
Moss Bluff és una població dels Estats Units a l'estat de Louisiana. Segons el cens del 2000 tenia 10.535 habitants.

## Demografia
Segons el cens del 2000, Moss Bluff tenia 10.535 habitants, 3.711 habitatges, i 3.017 famílies. La densitat de població era de 267,4 habitants/km².
Dels 3.711 habitatges en un 44% hi vivien nens de menys de 18 anys, en un 67% hi vivien parelles casades, en un 11% dones solteres, i en un 18,7% no eren unitats familiars. En el 15,5% dels habitatges hi vivien persones soles el 5,3% de les quals corresponia a persones de 65 anys o més que vivien soles. El nombre mitjà de persones vivint en cada habitatge era de 2,84 i el nombre mitjà de persones que vivien en cada família era de 3,16.
Per edats la població es repartia de la següent manera: un 29,9% tenia menys de 18 anys, un 9% entre 18 i 24, un 31,1% entre 25 i 44, un 22,1% de 45 a 60 i un 7,8% 65 anys o més.
L'edat mediana era de 34 anys. Per cada 100 dones de 18 o més anys hi havia 93,6 homes.
La renda mediana per habitatge era de 47.319 $ i la renda mediana per família de 54.137 $. Els homes tenien una renda mediana de 41.226 $ mentre que les dones 22.327 $. La renda per capita de la població era de 19.483 $. Entorn del 7,3% de les famílies i el 8,3% de la població estaven per davall del llindar de pobresa.

## Poblacions més properes
El següent diagrama mostra les poblacions més properes.